# 陳澍 (弘治進士)
陳澍（1461年—？），字天澤，直隸高郵州人，山西太原左衛官籍，明朝政治人物。

## 生平
山西鄉試第六十三名舉人。弘治三年（1490年）中式庚戌科會試第一百四十五名，三甲第一百九十一名進士。正德三年（1508年）五月由開封府知府升山东按察司副使。

## 家族
曾祖陳志皐；祖父陳敬，百戶；父陳璧，監察御史。母閻氏（封孺人）。具慶下。